# Hannes Meyer
Hans Emil (Hannes) Meyer (Bazel, 18 november 1889 - Lugano, 19 juli 1954) was een Zwitsers architect en urbanist. Hij doceerde architectuur aan het Bauhaus. Hij was directeur van het Bauhaus na Walter Gropius, en werd op zijn beurt opgevolgd door Ludwig Mies van der Rohe. 
Meyer ontwierp een project voor de Petersschule in Basel, Zwitserland (nooit uitgevoerd). Hij deed ook mee aan de prijsvraag voor het Palais des Nations (Volkenbondpaleis) in Genève.
Hannes Meyer trad internationaal op de voorgrond door publicaties van zijn constructivistische projecten (in samenwerking met Hans Wittwer) in het tijdschrift ABC, dat Mart Stam en El Lissitzky onder zijn redactieleden telde [Stam 1929; Lissitzky 1922; Lissitzky 1930]. In 1927 werd Meyer door Walter Gropius naar het Bauhaus gehaald, om er de leiding van de architectuurafdeling op zich te nemen [Gropius 1919]. Een jaar later volgde hij Gropius op als hoofd van de school, maar reeds in 1930 werd hij door de stad Dessau gedwongen ontslag te nemen wegens zijn veronderstelde communistische sympathieën. Net als Ernst May vertrok Meyer vervolgens naar de Sovjet-Unie [May 1926], waar hij tot 1935 werkzaam was als architect, stedenbouwkundige en docent. In 1939 week hij uit naar Mexico. De laatste jaren van zijn leven bracht hij opnieuw door in Zwitserland. Meyers tekst 'Bauen' (1928) is ongetwijfeld een van de meest radicale formuleringen van het functionalistische credo. De tekst verzamelt een aantal bekende thema's van het vertoog van de moderne architectuur - haar intemationaal karakter, het belang van techniek en constructie, de maatschappelijke rol van architectuur - maar radicaliseert deze door het ontwerpproces voor te stellen als direct afleidbaar uit functiediagrammen en economische calculaties. Voor Meyer is het bouwen anno 1928 geen esthetisch proces, maar een 'biologisch gebeuren'; de architect moet elke neiging tot artisticiteit afzweren en ontwerpen vanuit objectieve gegevens. Tegelijkertijd verraadt de aandacht voor typografie en vormgeving en het in ogenschouw nemen van factoren als 'psychische behoeften', dat dit functionalisme niet herleid kan worden tot een louter utilitair en pragmatisch programma.
- Bibliothèque nationale de France: cb121770838 (data)
- Catàleg d'autoritats de noms i títols de Catalunya: 981058521226706706
- Gemeinsame Normdatei: 118581856
- Historisch woordenboek van Zwitserland: 027387
- International Standard Name Identifier: 0000 0000 8362 8880
- Library of Congress Control Number: n81013524
- Nationale Bibliotheek van Israël: 987007265485805171
- Nederlandse Thesaurus van Auteursnamen: 068226241
- PIC: 335163
- RKD-Nederlands Instituut voor Kunstgeschiedenis: 312056
- LIBRIS: 272938
- SNAC: w67s7x8b
- Système universitaire de documentation: 030334020
- Union List of Artist Names: 500000006
- Virtual International Authority File: 20472726
- WorldCat: E39PBJdgTP7p6bHKvBjK86Gfv3